# Tor Österdahl
Tor Österdahl, folkbokförd Thor Haraldson Österdahl, född 6 februari 1900 i Stockholm, död 25 april 1973 i Stockholm, var en svensk friidrottare (kortdistanslöpare) som tävlade för Kronobergs IK.
1926 vann Österdahl SM på 200 meter (tid 22,3 sekunder).

### Fotnoter
1. ↑  Sveriges Dödbok 1901–2009, DVD-ROM, Version 5.00, Sveriges Släktforskarförbund (2010).